# Hydraena nuratauensis
Hydraena nuratauensis är en skalbaggsart som beskrevs av Manfred A. Jäch 1994. Hydraena nuratauensis ingår i släktet Hydraena och familjen vattenbrynsbaggar. Inga underarter finns listade i Catalogue of Life.